# Van Morrison
Sir George Ivan "Van" Morrison, Kt., OBE (Belfast, 31 de Agosto, 1945) é um cantor e compositor britânico, natural da Irlanda do Norte.
Dedicou-se desde muito cedo à música porque o seu pai coleccionava discos de jazz, e a mãe era cantora.
Atingiu a maturidade à frente dos Them, banda formada em 1964, e com a qual obteve uma série de êxitos. Morrison começou a ficar triste devido à grande utilização de músicos de estúdio por parte da banda e abandonou o seu grupo após uma digressão pelos Estados Unidos em 1966. Regressou a Belfast com a intenção de deixar o mundo da música, mas o produtor Bert Berns convenceu-o a regressar a Nova Iorque e a gravar a solo. Destas primeiras sessões de gravação saiu uma das suas músicas mais conhecidas, "Brown Eyed Girl".
Em 1968, é editado Astral Weeks, considerado por muitos o seu melhor trabalho, muito aclamado pela crítica, mas não tendo muita aceitação por parte do público. Morrison geralmente mostra algum desdém pelas opiniões da imprensa e da crítica. O seu trabalho é, muitas vezes, de natureza espiritual, combinando elementos do jazz, R&B e música celta.
Em 1990, participou no espectáculo de Roger Waters, The Wall in Berlin, com outros convidados, entre os quais Bryan Adams e Scorpions.

## Biografia
George Ivan (Van) Morrison nasceu em 31 de agosto de 1945 e cresceu em Bloomfield, Belfast, Irlanda do Norte como o único filho de George Morrison, um estaleiro trabalhador e Violet Stitt Morrison, uma cantora e dançarina amadora na juventude. Van foi exposto à música desde a mais tenra idade, como seu pai, trabalhou em Detroit em uma loja de discos de jazz, blues e country and western. O gosto musical do pai foi passado a ele, por isso, cresceu ouvindo artistas como Jelly Roll Morton, Ray Charles, Lead Belly e Solomon Burke. Para um artigo da revista Rolling Stone de 2005 declarou "Esses rapazes foram minha inspiração. Se não houvesse aquele tipo de música, eu não poderia fazer o que eu estou fazendo agora".
Os pais de Van Morrison, observando o interesse pela música do filho, compraram uma guitarra quando ele tinha doze anos de idade. Morrison aprendeu a tocar acordes simples, enquanto estudava a canção em livros. Ele logo formou uma banda chamada Sputniks na escola com amigos. Eles tocaram em alguns dos cinemas locais e, mesmo nessa tenra idade, Van já estava assumindo a liderança do grupo. Aos quatorze anos ele formou outra banda, Midnight Special. Quando esta banda se desfez ele quis aderir à Thunderbolts, mas desistiu por saber tocar guitarra apenas. Depois de pedir ao pai para comprar-lhe um saxofone, Van teve aulas de sax tenor e teoria musical com George Cassidy, um professor local, com quem teve aulas por apenas um mês. Ingressou, enfim, na Thunderbolts, tocando nos arredores de Detroit. O jovem Morrison já era conhecido pelo sua natureza lacônica e a sua inabilidade para conviver com os membros das bandas em que tocou. Sua mãe revelou que reserva um dia para dizer-lhe que precisava aprender a lidar melhor com as pessoas. Segundo ela, "Van disse-me que não era que ele não soubesse falar com as pessoas, mas que a música invadia-lhe o tempo todo com novos elementos, o que gerava incompreensões. Por isso, ele não sabia se havia sido abençoado ou amaldiçoado, porque sabia que as palavras e a música não iriam deixá-lo jamais".

## Discografia
- Blowin' Your Mind! (1967)
- Astral Weeks (1968)
- Moondance (1970)
- His Band and the Street Choir (1970)
- Tupelo Honey (1971)
- Saint Dominic's Preview (1972)
- Hard Nose the Highway (1973)
- It's Too Late to Stop Now (1974)
- Veedon Fleece (1974)
- A Period of Transition (1977)
- Wavelength (1978)
- Into the Music (1979)
- Common One (1980)
- Beautiful Vision (1982)
- Inarticulate Speech of the Heart (1983)
- Live at the Grand Opera House Belfast (1984)
- A Sense of Wonder (1985)
- No Guru, No Method, No Teacher (1986)
- Poetic Champions Compose (1987)
- Irish Heartbeat (1988)
- Avalon Sunset (1989)
- Enlightenment (1990)
- Hymns to the Silence (1991)
- Too Long in Exile (1993)
- A Night in San Francisco (1994)
- Days Like This (1995)
- How Long Has This Been Going On (1996)
- Tell Me Something: The Songs of Mose Allison (1996)
- The Healing Game (1997)
- Back on Top (1999)
- The Skiffle Sessions - Live in Belfast 1998 (2000; com Lonnie Donegan)
- You Win Again (2000)
- Down the Road (2002)
- What's Wrong with This Picture? (2003)
- Magic Time (2005)
- Pay the Devil (2006)
- Keep It Simple (2008)
- Astral Weeks Live at the Hollywood Bowl (2009)
- Roll with the Punches (2017)